# Stéphanie Foretz
Stéphanie Foretz (Issy-les-Moulineaux, Francia, 3 de mayo de 1981) es una extenista profesional de Francia.
Ha ganado 10 títulos de la ITF a lo largo de su carrera, aunque no ha conseguido ningún título de la WTA.

## Títulos (0)

### Dobles (0)

#### Finalista (1)
| Leyenda: Hasta 2009   | Leyenda: Desde 2009   |
| --------------------- | --------------------- |
| Grand Slam (0)        |                       |
| WTA Championships (0) |                       |
| Tier I (0)            | Premier Mandatory (0) |
| Tier II (1)           | Premier 5 (0)         |
| Tier III (0)          | Premier (0)           |
| Tier IV & V (0)       | International (1)     |

| No. | Fecha                 | Torneo               | Superficie    | Compañera          | Oponentes en la final            | Resultado |
| 1.  | 19 de febrero de 2006 | Amberes, Bélgica     | Moqueta       | Michaella Krajicek | Dinara Sáfina Katarina Srebotnik | 6-1, 6-1  |
| 2.  | 23 de mayo de 2009    | Estrasburgo, Francia | Tierra batida | Claire Feuerstein  | Nathalie Dechy Mara Santangelo   | 6-0, 6-1  |